# Thủy điện Sông Ba Hạ
Thủy điện Sông Ba Hạ là thủy điện xây dựng trên dòng sông Ba tại vùng đất xã Đức Bình Tây huyện Sông Hinh và xã Suối Trai, huyện Sơn Hòa tỉnh Phú Yên, Việt Nam. và huyện Krông Pa tỉnh Gia Lai, Việt Nam 
Thủy điện Sông Ba Hạ có công suất 220 MW với 2 tổ máy, sản lượng điện hàng năm 835 triệu KWh, khởi công tháng 4/2004, hoàn thành tháng 11/2009 .

## Vấn đề dân sinh môi trường
- Năm 2013 Thủy điện Sông Ba Hạ cũng thuộc diện các dự án thủy điện không thực hiện đầy đủ nghĩa vụ của mình đối với người dân vùng dự án thủy điện, dẫn đến đời sống của người dân vùng dự án gặp nhiều khó khăn, tỉ lệ hộ nghèo chiếm khá cao, nhiều địa phương thiếu đất sản xuất, nạn phá rừng làm rẫy gia tăng,...[4][5].
- Mùa lũ tháng 11/2016 các thủy điện ở Sông Ba xả lũ lớn nhất 7 năm qua, làm Phú Yên ngập nặng [6].
- Sáng 24/5/2017, một nhóm 7 học sinh rủ nhau đến khu vực thác Thá giữa sông Ba chơi, thủy điện Sông Ba Hạ xả nước khiến 4 học sinh bị nước cuốn trôi, tử vong. Quan chức Cục Kỹ thuật an toàn và môi trường công nghiệp, Bộ Công thương cho biết, việc cảnh báo của các thủy điện chỉ diễn ra trong mùa lũ, không có quy định cảnh báo vào mùa kiệt.[7]